# Wang Xuanxuan
Wang Xuanxuan (chinesisch 王玄玄, Pinyin Wáng Xuánxuán; * 26. Januar 1990) ist ein chinesischer Boxer. Xuanxuan war Bronzemedaillengewinner der Weltmeisterschaften 2011 und Teilnehmer der Olympischen Spiele 2012.

## Karriere
Im Juniorenbereich (U19) errang Wang die Silbermedaille bei den Asienmeisterschaften.
2011 gewann Wang im Schwergewicht (-91 kg) die Silbermedaille bei den Asienmeisterschaften und errang bei den Weltmeisterschaften nach Siegen über Reza Moradkhani, Iran (16:4), im Achtelfinale über Ihab Darweesh, Jordanien (12:6), und im Viertelfinale über Vasiliy Levit, Kasachstan (11:9), und einer Halbfinalniederlage gegen Teymur Məmmədov, Aserbaidschan (AB 2.), die Bronzemedaille.
Mit diesem Erfolg qualifizierte Wang sich auch für die Olympischen Spiele 2012, bei denen er jedoch bereits im ersten Kampf gegen Terwel Pulew, Bulgarien (10:7), ausschied.
| Personendaten    | Personendaten      |
| ---------------- | ------------------ |
| NAME             | Wang, Xuanxuan     |
| KURZBESCHREIBUNG | chinesischer Boxer |
| GEBURTSDATUM     | 26. Januar 1990    |